# Rode dennenlotboorder
De rode dennenlotboorder (Rhyacionia pinicolana) is een vlinder uit de familie bladrollers (Tortricidae). De wetenschappelijke naam is voor het eerst geldig gepubliceerd in 1849 door Henry Doubleday.
De soort komt voor in Europa.